# Monte Frissell
Il monte Frissell è la vetta più elevata (725 metri) del Connecticut (USA). È situato poco a nord/nord-ovest di Salisbury, nei monti Taconic, nei pressi del confine con il Massachusetts e lo stato di New York.